# Otis Dudley Duncan
Otis Dudley Duncan (* 2. Dezember 1921 in Nocona, Texas; † 16. November 2004 in Santa Barbara, Kalifornien) war ein US-amerikanischer Soziologe.

## Leben
Duncan erhielt einen Bachelor von der Louisiana State University (1941), einen Master of Arts von der University of Minnesota (1942) und einen Doktortitel von der University of Chicago (1949). Ab 1951 lehrte er an der University of Chicago Humanökologie, ab 1957 als außerordentlicher Professor, von 1960 bis 1962 als ordentlicher Professor. Später unterrichtete er an den Universitäten Michigan (1962–1973), Arizona (1973–84) und California (1984–87). Im Jahr 1970 wurde er in die American Academy of Arts and Sciences gewählt, 1973 in die National Academy of Sciences und in die American Philosophical Society.
Als einer der einflussreichsten Soziologen leistete Duncan in der zweiten Hälfte des 20. Jahrhunderts Entscheidendes in der Entwicklung der etablierten amerikanischen Soziologie hin zu einer quantitativ-basierten empirischen Sozialforschung. Seine zentralen wissenschaftlichen Beiträge umfassen die Einführung der Pfadanalyse in die Soziologie, die Messung des berufsbezogenen sozioökonomischen Status über den Duncan Index, die Untersuchung der intergenerationellen Beschäftigungsmobilität, die räumliche Analyse von Wohnsitzmustern und die Anwendung und Weiterentwicklung einfachlogarithmischer Modelle wie das Rasch-Modell für kategorische Sozialforschungsdaten. Zusammenfassend und detailliert beschrieben in Notes on Social Measurement (1984).
Gemeinsam mit Peter Blau verfasste er seine bekannteste Arbeit: The American Occupational Structure die mit dem Sorokin Award der American Sociological Association ausgezeichnet wurde. Basierend auf quantitativen Analysen der ersten großen nationalen Studie über die soziale Mobilität in den Vereinigten Staaten, beschreibt das Buch jenen Prozess, durch den Eltern ihren Kindern den eigenen sozialen Status weitergeben. Insbesondere durch Einfluss auf Erziehung und Bildung. Die Wirkung des Buches ging weit über seine Analysen der beruflichen Mobilität hinaus. Anhand von Studiendaten und mit statistischen Techniken wird dargelegt, wie soziologische Themen mit geeigneten quantitativen Methoden effektiv und exakt analysiert werden können.
Seine Arbeit brachte eine neue Generation von Soziologen mit Fokus auf die quantitative Soziologie hervor. Spezialisiert auf Themen wie soziale Schichtung und soziale Mobilität wird daran gearbeitet, das Blau-Duncan-Modell um zusätzliche Faktoren wie kognitive Fähigkeiten, ethnische Herkunft und sozialen Kontext zu erweitern, um die Fragen zur Sozialstatusweitergabe von einer Generation zur nächsten besser beleuchten zu können.

## Werke
- Notes on Social Measurement. Historical and Critical. Russel Sage Foundation, New York 1984, ISBN 0-87154-219-6 (englisch).
- Metropolis and Region. AMS Press, New York 1983, ISBN 0-404-60331-9 (englisch).
- An Examination of the Problem of Optimum City Size. Arno Press, New York 1980, ISBN 0-405-12965-3 (englisch).
- Mit Beverly Duncan und James A. McRae Jr.: Sex typing and social roles. A Research Report. Academic Press, New York 1978, ISBN 0-12-223850-8 (englisch).
- Arthur S. Goldberger, Otis Dudley Duncan (Hrsg.): Structural equation models in the social sciences. Seminar Press, New York 1973, ISBN 0-12-839950-3 (englisch).
- Mit Albert J. Reiss: Social characteristics of urban and rural communities, 1950. Russell & Russell, New York 1976, ISBN 0-8462-1763-5 (englisch, Erstauflage 1956.).
- Mit Ray P. Cuzzort und Beverly Duncan: Statistical Geography: Problems in Analyzing Areal Data. Greenwood Press, Westport CT 1977, ISBN 0-8371-9676-0 (englisch, Erstauflage: 1967).
- Mit Peter M. Blau: The American Occupational Structure. John Wiley & Sons, 1967, LCCN 67-019939 (englisch, Nachdruck 1978, ISBN 0-02-903670-4).
- Mit Beverly Duncan: The Negro population of Chicago. A Study of Residential Succession. Hrsg.: University of Chicago Press. Chicago 1957 (englisch).
- Mit Beverly Duncan: A Methodological Analysis of Segregation Indexes. In: American Sociological Review. Band 20, Nr. 2, 2. April 1955, S. 210–217, doi:10.2307/2088328 (englisch, stanford.edu [PDF; 1,2 MB; abgerufen am 15. November 2017]).